# Фіногенов Павло Васильович
Павло Васильович Фіногенов (28 лютого 1919, село Фоміно Новоржевського повіту Псковської губернії, тепер Бежаницького району Псковської області, Російська Федерація — 22 січня 2004, місто Москва) — радянський діяч, міністр оборонної промисловості СРСР. Член ЦК КПРС у 1981—1990 роках. Депутат Верховної Ради СРСР 5-го, 10—11-го скликань. Герой Соціалістичної Праці (15.01.1976).

## Життєпис
Народився в селянській родині.
У 1936—1941 роках — студент Ленінградського військово-механічного інституту.
З липня 1941 року працював на заводі № 2 імені Кіркіжа в місті Коврові Владимирської області: змінний майстер, старший майстер (1941), заступник начальника, начальник цеху (1941—1946), начальник виробництва мотоциклів (1946—1948), начальник цеху (1948—1949), в.о. начальника виробництва № 5 (1949—1950), начальник цеху (1950—1953).
Член ВКП(б) з 1943 року.
У 1953 закінчив заочно Ленінградський військово-механічний інститут.
У 1953 році — в.о. головного інженера, у 1953—1954 роках — головний інженер — заступник директора, у 1954—1960 роках — директор заводу № 2 імені В. Дегтярьова міста Ковров Владимирської області.
У 1960—1963 роках — заступник голови Ради народного господарства (раднаргоспу) Владимирського економічного адміністративного району.
У 1963—1965 роках — начальник 6-го управління Державного комітету РМ СРСР з оборонної техніки.
У жовтні 1965 — 1973 року — заступник міністра, у 1973 — 29 січня 1979 року — 1-й заступник міністра оборонної промисловості СРСР.
Указом Президії Верховної Ради СРСР («закритим») від 15 січня 1976 року Фіногенову Павлу Васильовичу присвоєно звання Героя Соціалістичної Праці з врученням ордена Леніна і золотої медалі «Серп і Молот».
29 січня 1979 — 7 червня 1989 року — міністр оборонної промисловості СРСР.
З липня 1989 року — персональний пенсіонер союзного значення в Москві.
Помер 22 січня 2004 року. Похований в Москві на Троєкуровському цвинтарі.

## Нагороди
- Герой Соціалістичної Праці (15.01.1976)
- два ордени Леніна (25.10.1971; 15.01.1976)
- орден Жовтневої Революції (10.03.1981)
- орден Трудового Червоного Прапора (28.07.1966)
- орден Червоної Зірки (20.01.1944)
- орден «Знак Пошани» (6.03.1962)
- орден «За заслуги перед Вітчизною» ІІІ ст. (Російська Федерація) (22.10.1996)
- медалі
- Ленінська премія (1982)
- дві Державні премії СРСР (1979, 1989)
- Почесний громадянин міста Ковров (1999)